# Harald IV. Norský
Harald IV. Gille (staroseversky: Haraldr gilli nebo Haraldr gillikristr; † 14. prosinec 1136) byl norský král v letech 1130–1136. Jeho přízvisko Gille zřejmě vychází z fráze Gilla Críst, sluha Kristův.

## Život
Harald se narodil okolo roku 1102 v Irsku nebo na Hebridách. Okolo roku 1127 odplul do Norska a prohlásil se za nemanželského syna krále Magnuse III., který navštívil Irsko krátce před svou smrtí v roce 1103. Tato verze je pravděpodobná, protože irské zdroje uvádějí další Magnusovy potomky a je znám jeho zájem o přinejmenším jednu Irku. Harald se tak prohlásil za nevlastního bratra vládnoucího krále Sigurda I. a zřejmě úspěšně prošel zkouškou rozžhaveným železem. Domnělé příbuzenství Sigurd uznal pod podmínkou, že Harald si nebude nárokovat politickou moc během života jeho ani jeho syna Magnuse IV.
Když král Sigurd v roce 1130 zemřel, Harald byl zvolen králem poloviny země. Král Magnus se tedy o moc musel podělit. Po čtyřech letech nelehkého míru se Magnus začal otevřeně připravovat na válku s Haraldem. 9. srpna 1134 ho porazil v rozhodující bitvě u Färlevu a Harald utekl do Dánska.
Proti vůli svých rádců Magnus rozpustil armádu a odcestoval do Bergenu, aby tam strávil zimu. Harald se vrátil do Norska s novou armádou a podporou dánského krále Erika II. Před Vánoci dosáhl Bergenu, přičemž Magnus měl málo mužů, takže město snadno podlehlo Haraldově armádě (7. ledna 1135).
Magnus byl zadržen a zbaven trůnu, byl oslepen, vykastrován a byla mu useknuta jedna noha. Poté skončil v klášteře Nidarholm na ostrově Munkholmen, kde nějaký čas strávil jako mnich. Haralda Gilleho v roce 1136 nechal zabít Sigurd Slembe, další uchazeč o trůn, který se králem prohlásil v roce 1135.

## Manželství a potomci
Haraldovou manželkou byla Ingrid Ragnvaldsdotter, dcera Ragnvalda Ingessona, syna a dědice švédského krále Ingeho I. S ní měl Harald syna Ingeho I. Podle ság byl předtím Harald ženatý s Bjadok, podle pozdější skotské klanové tradice dcerou Gilledomnana mac Solama. Jejich synem byl jeden z budoucích norských králů Øystein II. Mezi Haraldovy konkubíny patřila Tora Guthormsdóttir, dcera Guttorma Gråbardeho, která mu porodila syna Sigurda II. Dále měl syna jménem Magnus, který zemřel v roce 1145 v deseti letech.